# Copa da Alemanha de Basquetebol
A Copa da Alemanha de Basquetebol (conhecido comercialmente como BBL-Pokal (em português:  Copa BBL)) é uma competição disputada anualmente por clubes profissionais masculinos da Alemanha desde 1967 quando o VfL Osnabrück venceu o ATV Düsseldorf por 86:74. O maior campeão da Copa é o Bayer Giants Leverkusen com dez conquistas.

## Formato
Atualmente o torneio é realizado em sede pré-estabelecida no inicio da temporada concedendo a vaga ao anfitrião. Os seis primeiros classificados, exceto o anfitrião, disputam uma fase eliminatória com sedes sorteadas e jogos únicos resultando em três classificados para o Final Four onde disputam semifinais e final.

## Campeões
| - 1966–67 Osnabrück - 1967–68 Bayern de Munique - 1968–69 Gießen 46ers - 1969–70 TuS 04 Leverkusen - 1970–71 TuS 04 Leverkusen - 1971–72 Wolfenbüttel - 1972–73 Gießen 46ers - 1973–74 TuS 04 Leverkusen - 1974–75 SSV Hagen - 1975–76 TuS 04 Leverkusen - 1976–77 USC Heidelberg - 1977–78 USC Heidelberg - 1978–79 Gießen 46ers - 1979–80 Saturn Köln | - 1980–81 Saturn Köln - 1981–82 Wolfenbüttel - 1982–83 Saturn Köln - 1983–84 ASC 1846 Göttingen - 1984–85 ASC 1846 Göttingen - 1985–86 Bayer 04 Leverkusen - 1986–87 Bayer 04 Leverkusen - 1987–88 Steiner Bayreuth - 1988–89 Steiner Bayreuth - 1989–90 Bayer 04 Leverkusen - 1990–91 Bayer 04 Leverkusen - 1991–92 TTL Bamberg - 1992–93 Bayer 04 Leverkusen | - 1993–94 Brandt Hagen - 1994–95 Bayer 04 Leverkusen - 1995–96 ratiopharm Ulm - 1996–97 Alba Berlin - 1997–98 TBB Trier - 1998–99 Alba Berlin - 1999–00 Skyliners Frankfurt - 2000–01 TBB Trier - 2001–02 Alba Berlin - 2002–03 Alba Berlin - 2003–04 RheinEnergie Köln - 2005 RheinEnergie Köln - 2006 Alba Berlin | - 2007 RheinEnergie Köln - 2008 Artland Dragons - 2009 Alba Berlin - 2010 Brose Baskets - 2011 Brose Baskets - 2012 Brose Baskets - 2013 Alba Berlin - 2014 Alba Berlin - 2015 EWE Baskets Oldenburg - 2016 Alba Berlin - 2017 Brose Bamberga - 2018 FC Bayern de Munique - 2019 Brose Bamberga - 2021 FC Bayern de Munique - 2022 Alba Berlin - 2023 FC Bayern de Munique - 2024 FC Bayern de Munique - 2025 MBC (Syntainics) |

### Era do Top Four (1993–presente)
| Ano  | Sede        | Campeão               | Finalista               | Placar |
| ---- | ----------- | --------------------- | ----------------------- | ------ |
| 1993 | Bayreuth    | Bayer 04 Leverkusen   | Brandt Hagen            | 81–60  |
| 1994 | Bamberga    | Brandt Hagen          | ratiopharm Ulm          | 86–72  |
| 1995 | Wurtzburgo  | Bayer 04 Leverkusen   | ratiopharm Ulm          | 77–76  |
| 1996 | Berlim      | ratiopharm Ulm        | Bayer 04 Leverkusen     | 80–79  |
| 1997 | Giessen     | Alba Berlim           | Gießen 46ers            | 82–73  |
| 1998 | Francoforte | TBB Trier             | Dragons Rhöndorf        | 97–88  |
| 1999 | Francoforte | Alba Berlim           | Gießen 46ers            | 69–48  |
| 2000 | Francoforte | Skyliners Frankfurt   | Alba Berlim             | 76–68  |
| 2001 | Francoforte | TBB Trier             | Hagen                   | 96–83  |
| 2002 | Berlim      | Alba Berlim           | EWE Baskets Oldenburg   | 105–55 |
| 2003 | Berlim      | Alba Berlim           | RheinEnergie Köln       | 82–80  |
| 2004 | Francoforte | RheinEnergie Köln     | Opel Skyliners          | 80–71  |
| 2005 | Francoforte | RheinEnergie Köln     | Telekom Baskets Bonn    | 85–75  |
| 2006 | Bamberga    | Alba Berlim           | GHP Bamberg             | 85–73  |
| 2007 | Hamburgo    | RheinEnergie Köln     | Artland Dragons         | 60–58  |
| 2008 | Hamburgo    | Artland Dragons       | EnBW Ludwigsburg        | 74–60  |
| 2009 | Hamburgo    | Alba Berlim           | Telekom Baskets Bonn    | 69–44  |
| 2010 | Francoforte | Brose Baskets         | Deutsche Bank Skyliners | 76–75  |
| 2011 | Bamberga    | Brose Baskets         | Phantoms Braunschweig   | 69–66  |
| 2012 | Bona        | Brose Baskets         | Telekom Baskets Bonn    | 82–73  |
| 2013 | Berlim      | Alba Berlim           | ratiopharm Ulm          | 85–67  |
| 2014 | Ulm         | Alba Berlim           | ratiopharm Ulm          | 86–80  |
| 2015 | Oldenburgo  | EWE Baskets Oldenburg | Brose Baskets           | 72–70  |
| 2016 | Munique     | Alba Berlim           | Bayern de Munique       | 67–65  |
| 2017 | Berlim      | Brose Bamberga        | Bayern de Munique       | 74–71  |
| 2018 | Ulm         | Bayern de Munique     | Alba Berlim             | 80-75  |
| 2019 | Bamberga    | Brose Bamberga        | Alba Berlim             | 83-82  |
| 2021 | Munique     | Bayern de Munique     | Alba Berlim             | 85-79  |
| 2022 | Berlim      | Alba Berlim           | Crailsheim Merlins      | 86-76  |
| 2023 | Oldemburgo  | Bayern de Munique     | EWE Baskets Oldenburg   | 90-78  |
| 2024 | Munique     | Bayern de Munique     | ratiopharm Ulm          | 81-65  |
| 2025 | Weissenfels | Syntainics MBC        | Bamberg Baskets         | 97-87  |